# 41-es villamos (Bécs)
A bécsi 41-es jelzésű villamos Bécs belvárosát köti össze egy külvárosi résszel, Pötzleinsdorffal. A viszonylaton ULF és E2-es villamosok közlekednek, utóbbiak c5-ös pótkocsikkal.

## Megállóhelyei
| 41 (Schottentor ◄► Pötzleinsdorf) | 41 (Schottentor ◄► Pötzleinsdorf) | 41 (Schottentor ◄► Pötzleinsdorf) | 41 (Schottentor ◄► Pötzleinsdorf)                | 41 (Schottentor ◄► Pötzleinsdorf) |
| Perc (↓)                          | Megállóhely                       | Perc (↑)                          | Átszállási kapcsolatok                           |                                   |
| --------------------------------- | --------------------------------- | --------------------------------- | ------------------------------------------------ | --------------------------------- |
| 0                                 | Schottentor végállomás            | 21                                | U2 1, 37, 38, 40, 42, 43, 44, 71, D, U2Z 1A, 40A |                                   |
| 2                                 | Schwarzspanierstraße              | 19                                | 37, 38, 40, 42                                   |                                   |
| ∫                                 | Sensengasse                       | 17                                | 37, 38, 40, 42                                   |                                   |
| 4                                 | Spitalgasse                       | 16                                | 5, 33, 37, 38, 40, 42                            |                                   |
| 7                                 | Währinger Straße, Volksoper       | 14                                | U6 40, 42 40A                                    |                                   |
| 8                                 | Kutschkergasse                    | 12                                | 40                                               |                                   |
| 9                                 | Martinstraße                      | 11                                | 40                                               |                                   |
| 11                                | Aumannplatz                       | 9                                 | 40                                               |                                   |
| 13                                | Weinhauser Gasse                  | 8                                 | 40                                               |                                   |
| 15                                | Gersthof                          | 7                                 | S45 9, 40 10A, 42A                               |                                   |
| 17                                | Türkenschanzplatz                 | 5                                 |                                                  |                                   |
| 18                                | Erndtgasse                        | 3                                 |                                                  |                                   |
| 19                                | Scheibenbergstraße                | 2                                 |                                                  |                                   |
| 21                                | Pötzleinsdorf végállomás          | 0                                 | 41A                                              |                                   |